# Jos Roller
Joseph „Jos” Roller (ur. 21 sierpnia 1929 w Esch-sur-Alzette, zm. 4 stycznia 1988 w Differdange) – luksemburski piłkarz, reprezentant kraju, olimpijczyk.
Brał udział w igrzyskach w Helsinkach. Był wówczas piłkarzem zespołu Progrès Niedercorn. W 1953 został mistrzem kraju. W reprezentacji Luksemburga debiutował 16 kwietnia 1950 i do 1955 rozegrał 17 spotkań. W większości tych spotkań rywalami Luksemburga były kadry B.